# Aukra
Aukra er en kommune i Romsdal i Møre og Romsdal fylke i Norge.
Det bor ca. 3 000 mennesker i Aukra kommune. Størstedelen af befolkningen bor på øen Gossa; ca. 600 bor på kommunens fastlandsdel, Julsundet, som grænser til Fræna og Molde kommuner. Aukra grænser også til økommunene Midsund og Sandøy.
Det foregår i dag en stor industriel udbygning på Gossa. En af Nordeuropas største gasterminaler, Nyhamna, som skal tage imod gas fra Ormen Lange-feltet, er under opbygning der. Denne terminal skal sørge for gasleverancer til store dele af Europa. Før gassen kom til Aukra, var de største skatteindtægter i kommunen hentet fra landbrug, fiskeindustri og skibsbygning. Den største industriarbejdsplads i kommunen er da også skibsværftet Aker Aukra i Nerbøvika.

## Aukra kommunes udvikling
Aukra, eller Akerø, var oprindelig en kommune som dækkede Gossa, Otrøya, en del af Midøya, øerne i Sandøy, samt Julsundet og Mordal på Romsdalhalvøen. 1. januar 1876 blev Sandø (Sandøy) skilt ud som selvstændig kommune. I 1924 blev resten af kommunen delt i Nord-Aukra, som bestod af Gossa og fastlandsdelen (hvoraf en del blev afgivet til Molde i 1964), og Sør-Aukra, som bestod ad Otrøya og en del af Midøya i det som i dag er Midsund kommune. Kommunen fik nutidens grænser da Mordal blev afstået til Molde i 1964 og har heddet Aukra siden 1965, samme år som Sør-Aukra blev slået sammen med resten af Midøya samt Dryna fra Vatne kommune og skiftede navn til Midsund.

## Personer fra Aukra
- Jonas Ramus († 1718), præst, historiker, født i Aukra
- Ivar Eikrem, bonde, stortingsmand († 1994)
- Orm Øverland (1935-), medlem af Det Norske Videnskaps-Akademi
- Signe Øye (1945-), stortingsrepræsentant
- Brit Bildøen (1962-), forfatter, født i Aukra[1]